# 臼
臼（うす、舂）とは、製粉や脱稃に用いる道具である。
トウモロコシ、麦や米など、人類の主食である穀物を調理するにあたっては、そのまま食する粒食と、いったん粉末に粉砕してからパンなどの食品に加工する粉食文化がある。世界の大部分は粉食文化圏に属し、臼は粉食において必須の道具であり、その歴史も古代文明にさかのぼる。

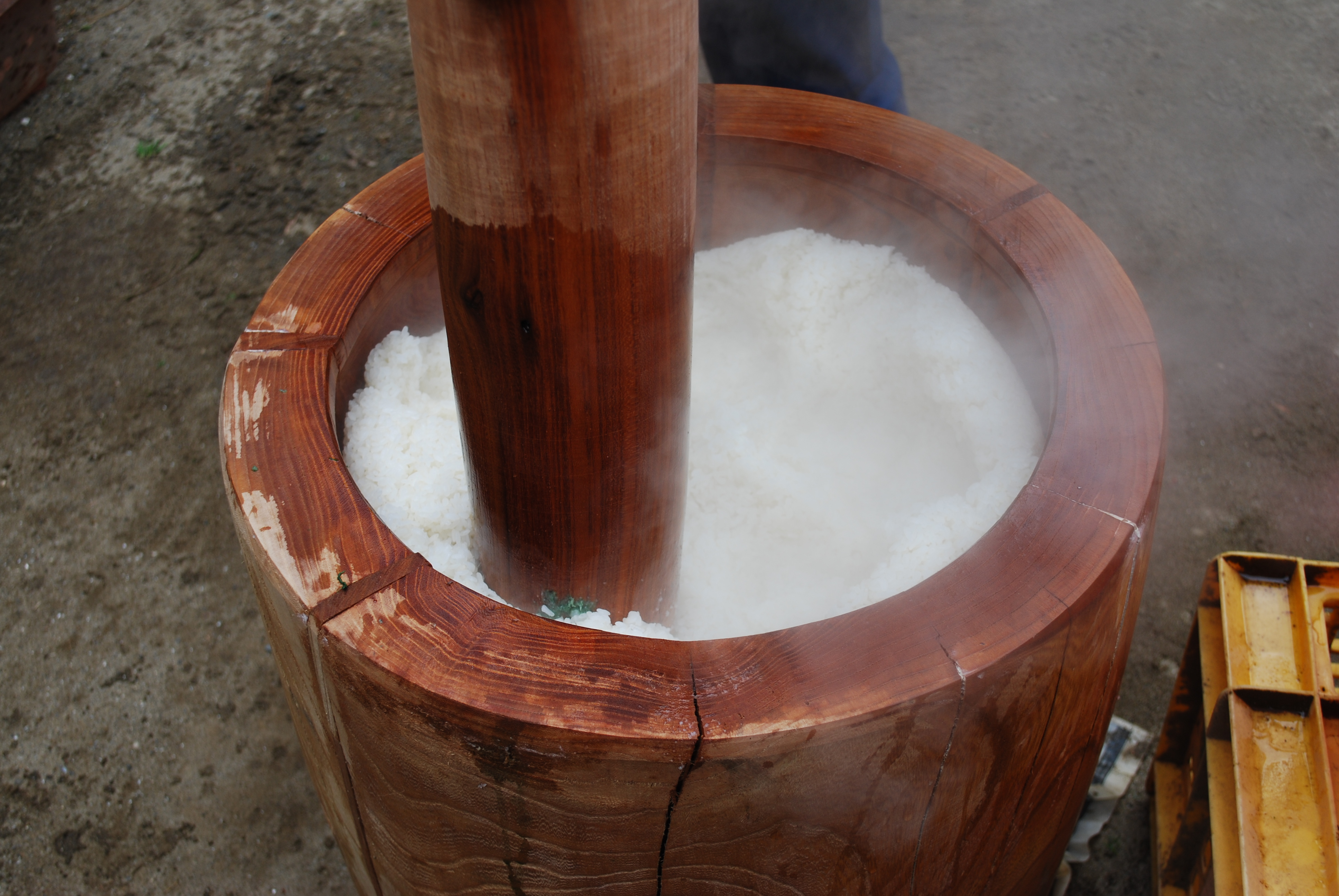
木製の臼　もちが入っている

## 形態
臼にはひき臼（碾き臼、挽き臼）とつき臼（搗き臼、舂き臼）の2種類がある。英語ではひき臼は「Millstone」、つき臼は「Mortar」と呼ばれる。
日本語の「臼」の意味は非常に広く、ひき臼（すり臼）もつき臼も「臼」の字で表現される。中国語では「臼」はつき臼であり、ひき臼は「磨」の字により表現する。日本語でも臼の総称として「臼磨」を用いることがあり、考古学では「磨臼」とする文献もある。
植物の種子には硬い皮に覆われているものやデンプン質の部分に皮が食い込んでいるものがある。米や粟などはデンプン質の部分に皮が深く食い込んでいるわけではないので凹みを持った臼を使って搗くことで皮を分離することができる。一方、小麦などはデンプン質の部分に皮が食い込んでいるため搗くよりも擂る力（剪断力）を用いるほうが効率的であった。このような違いは西洋と東洋の文明の違いにも影響を及ぼしたといわれている。
ひき臼、つき臼のいずれも、現代でも、人が動かすもの（人力方式）、水力を用いて動かすもの（水車小屋。水車）、風力を用いて動かすもの（風車小屋。風車）などがある。また、近年では電動式のものもある。

## ひき臼
ひき臼は、主に石製で、2つの石などをすり合せて、もみ殻がついた状態のコムギやソバなどの穀物を粉砕する。この他、灸に用いるモグサを製造する際、乾燥させたヨモギを粉砕するためにも石臼が用いられる。
ひき臼は大きく石板の上で石塊を往復させるサドルカーン（英: saddle quern）と2枚の円板を重ねて片方を回転させるロータリーカーン（英: rotary quern）に大別される。

### サドルカーン
サドルカーンは「鞍形石皿」と訳されるもので、学術上は磨臼とも呼ばれる石皿の範疇である。大きな板状の「石皿」と、石皿の幅に合わせた長さの棒状の「磨石」が一対になっており、石皿の上に少量の穀物を載せ、磨石の棒を押し引きする運動によって磨り潰す。
歴史が非常に古く、古代エジプト文明においてはこの方法で小麦を製粉し、パンを焼いた。そのありさまは多くの土偶や壁画に残されている。新石器時代の中国や朝鮮の遺跡からもすり臼が出土している。サハラ砂漠以南の「ブラックアフリカ」では20世紀でもこのサドルカーンで製粉が行われていた。アメリカ大陸においても、サドルカーンに類する製粉道具でドングリやトウモロコシを挽き、粥やタマル（粽のような食品）、トルティーヤに加工していた。
作業は非能率なうえ、長時間にわたり前かがみの姿勢で力をいれる重労働であった。そのため回転式の臼や機械製粉が普及すると衰退したが、現代でもインド、中南米、アフリカなど多くの地域で使われる。

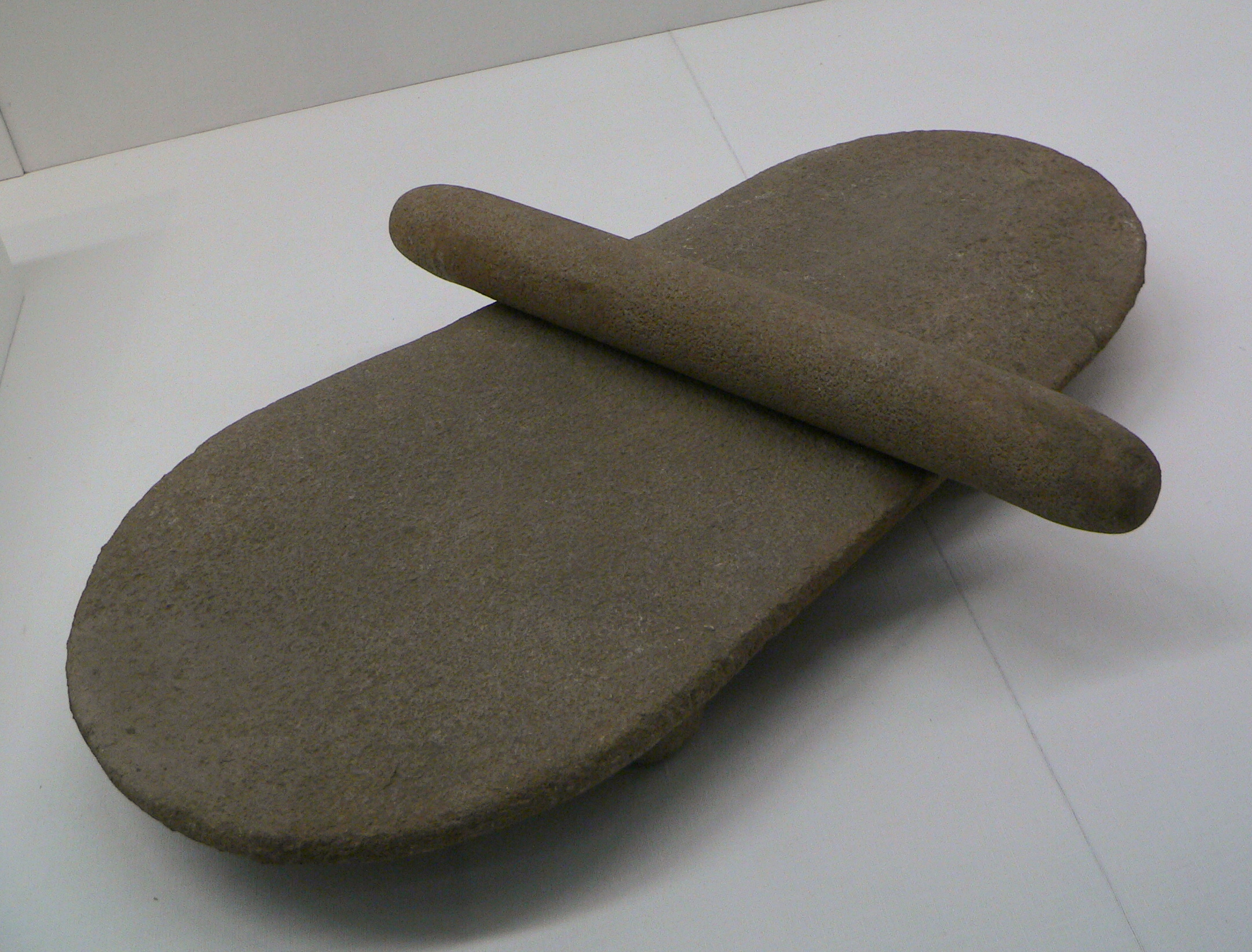
古代中国のサドルカーン
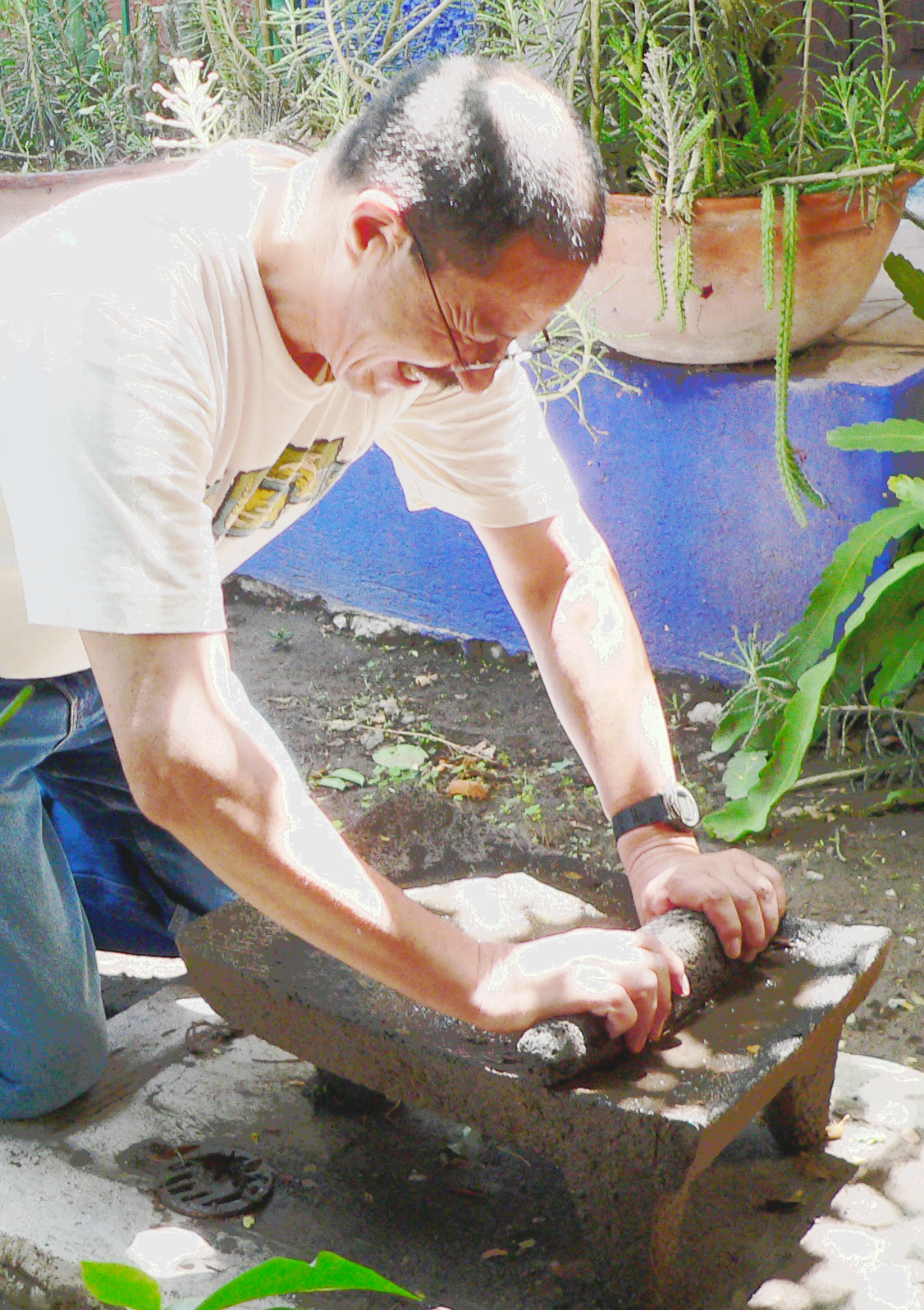
中米のサドルカーン「メタテ」
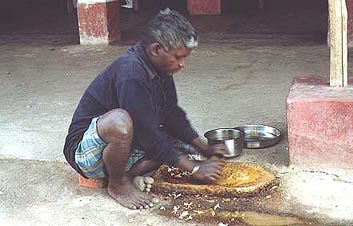
香辛料を挽いてカレー粉を作るインド人

### ロータリーカーン
ロータリーカーンとは回転式のひき臼のことである。
小麦の栽培が普及し、やがて小麦を粉にしてから食するために発明された。
最初はもっぱら人力で動かされ、次に牛馬の力も利用し、そして中央アジアで川の流れを利用する水車で石臼を回す水臼も開発された。水臼は、人類が手にした最初の自然の力を動力として使った機械と言える。ヨーロッパでも水車で臼を動かすことは一般的になった。またスペインやオランダでは風車で臼を動かすようになった。
なお、臼石に歯が付けられているものは唐臼（とううす）とも呼ぶ。

### 碾
碾（てん、「碾子」とも）は、中国で発達したひき臼の一種で、輪石（ローラー）を回転させて精米や製粉を行った臼である。中国では、粉食の習慣発生が遅く、しかも稲米や豆類でまれに行われる程度であった（小麦の伝来は前漢、その普及は唐とされている）。このため、古くは磨と呼ばれる今のすりばちのようなものであった。このため、磨から改良されたと見られる碾の記録も後漢末期が最古のものである。やがて、磨や碾に改良が加えられて、水力を用いた水碾（すいてん、後述）や畜力を利用し小麦の製粉に優れた磑（がい）、稲のもみを砕くための礱（ろう、磨の間に竹の歯を挟み込んでもみを砕いて中身だけを最下層に落とした）が生まれた。
ヨーロッパでも類似の臼が存在する。en:Edge mill（ドイツ語版、オランダ語版の方が詳しい）を参照。

### 日本のひき臼
日本で多く用いられている挽き臼は、ほぼ同様の厚みを持つ円形の下臼（雄臼）の上で上臼（雌臼）を回転させ上臼の穴から供給される大豆などを砕く形式のものである。反時計回りに使用するものが多いがその理由は明らかになっていない。上臼と下臼にはそれぞれ溝が刻んであり地域によって6区画で溝が刻まれているものと8区画で溝が刻まれているものが分布している。製粉時に熱が入りにくいという利点がある。
茶を微粉末にするために使われる臼を茶臼といい、製茶業者が使う大型のものと茶道家が使う小型の物がある。個人用の茶臼は穀物用の臼に比べ小型で精巧な作りになっており、茶道具のひとつとして審美対象ともなる。日本には「唐茶磨」（とうちゃうす）として14世紀に輸入され、15世紀の中頃には国産化された。

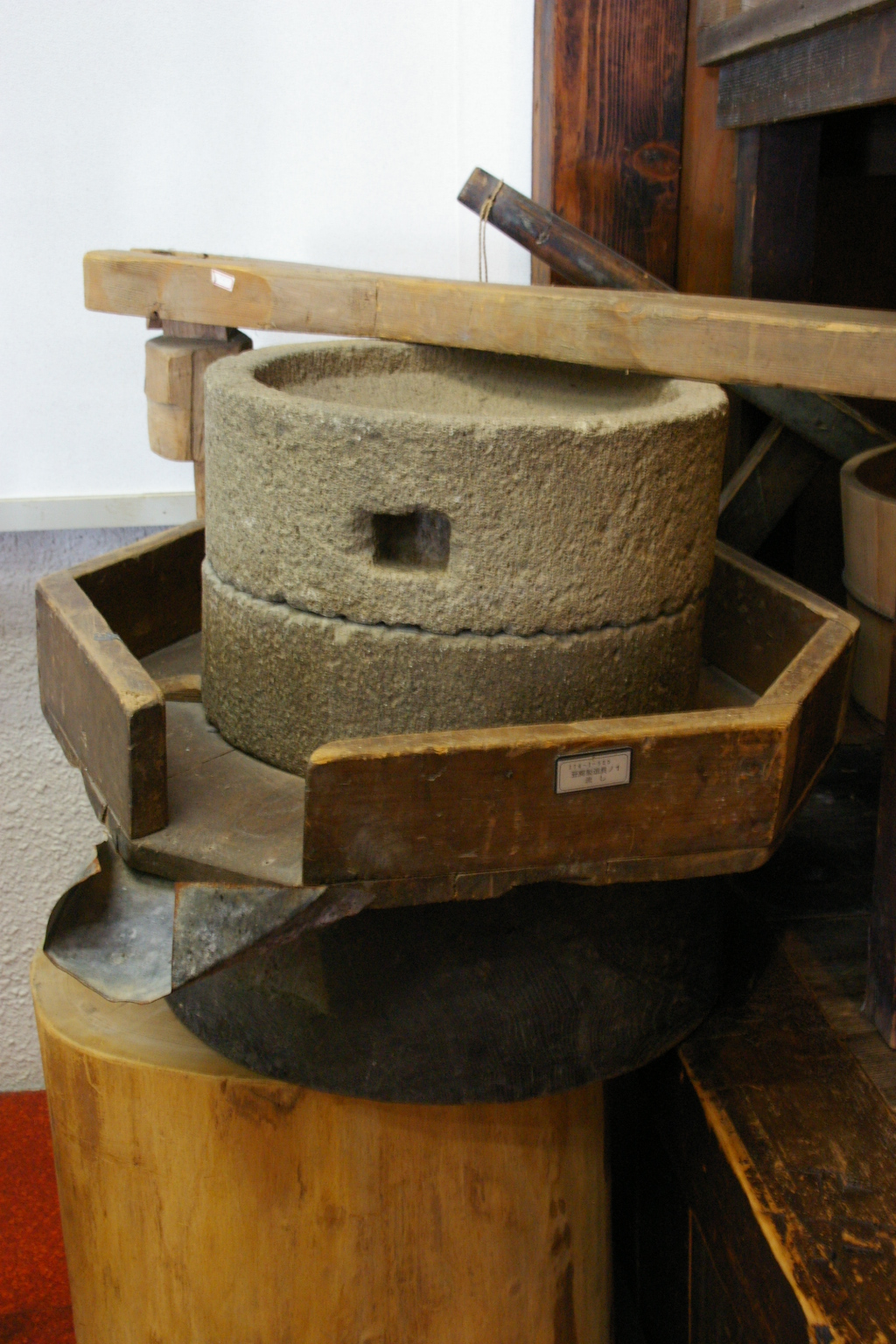
ひき臼（石臼)
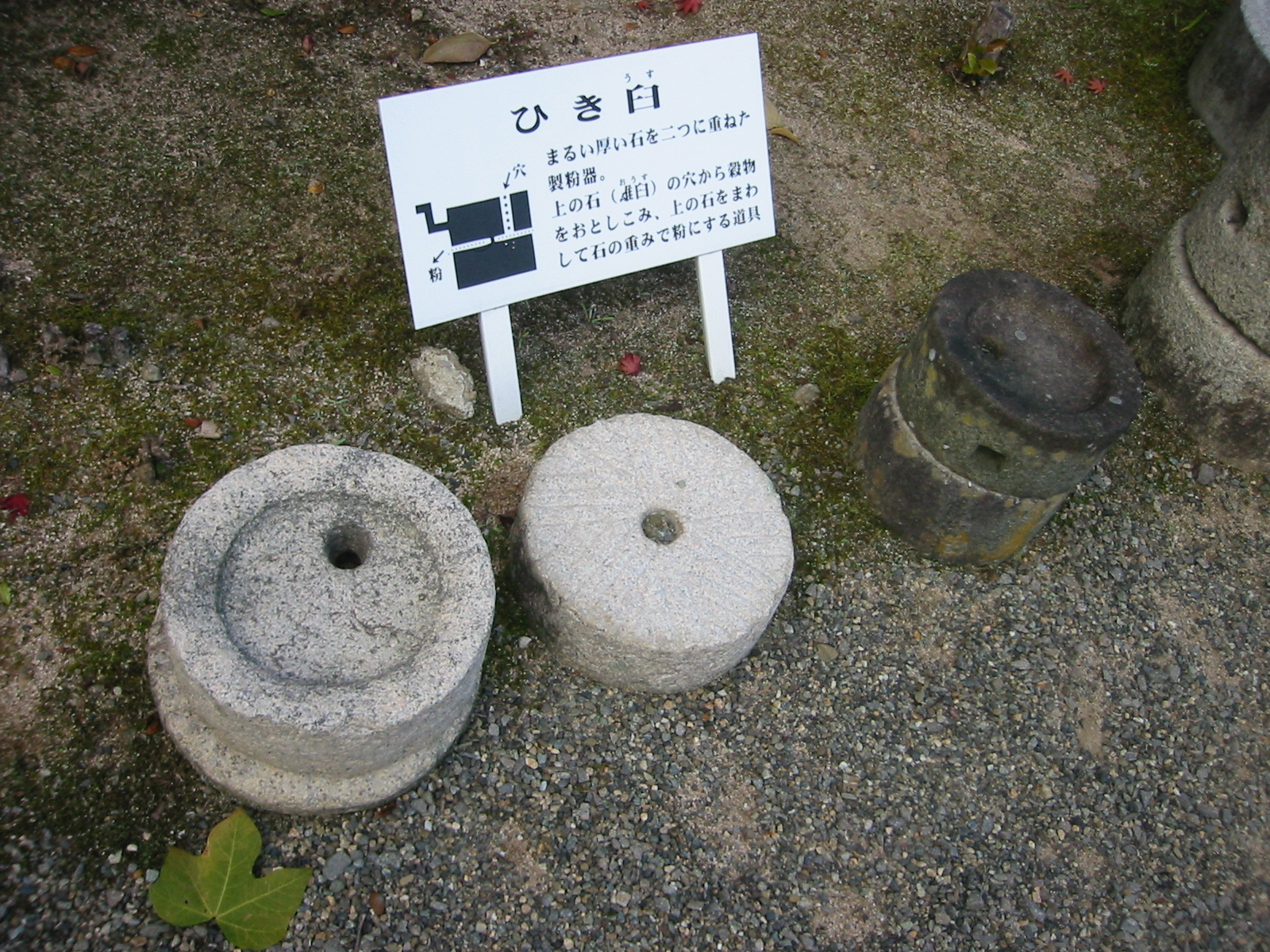
江戸時代のひき臼。丹波篠山市青山歴史村
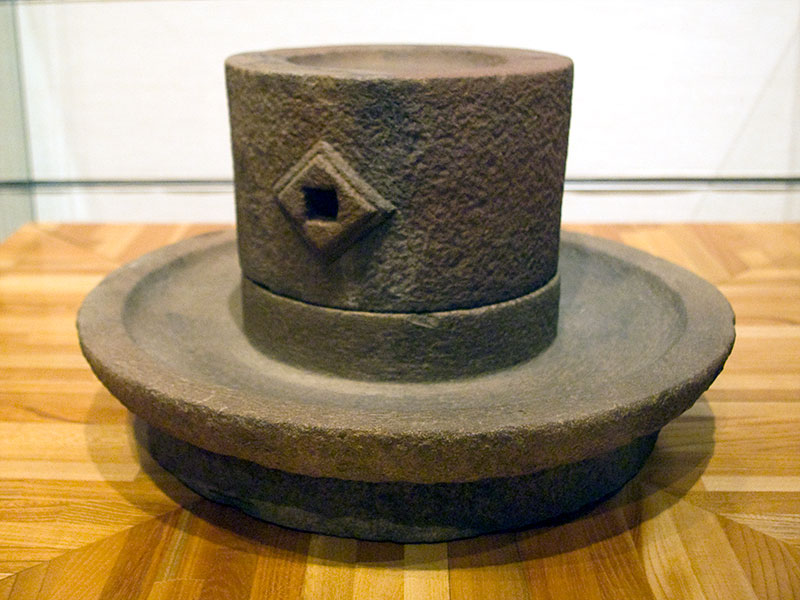
茶臼。

## つき臼
つき臼は、木製または石製で、杵（きね）を用いて籾摺りなどを行うものである。餅つきにも使用される。つき臼の一種に碓（唐臼、踏み臼）がある。

### 碓
碓（たい）、唐臼（からうす）、踏み臼（ふみうす）は、中国で発達したつき臼の一種で、てこの原理などを利用して足で踏んで杵を動かすことによって精米や製粉、餅つきを行う足踏み式の臼。有史以前に日本にも伝来し、近年まで使われていた。東南アジア等にも広く普及し使われている。
また、後漢時代には河川などの水を引き込んだ水車小屋に設置して精米を行う、水臼と同じ原理の水碓（すいたい）と呼ばれる大型の碓も利用された。水碓は大量の穀物を精製できるために、権力者の中には水碓を用いて、自分の土地の穀物のみならず他人の穀物の精製も受け持って（あるいは水碓そのものを貸し出して）利益を得るものもいて、一種の財産となった。
西晋の時代に河内郡太守となった劉頌が、同郡には公主（同郡は晋皇室（司馬氏）の故郷で皇族の封地が多い）が勝手に水碓を設けて水路を切り開くために、一般農民の灌漑の妨害になっていると皇帝に訴えて、これらを全て壊したという（『晋書』）。
だが、後にひき臼である水碾（碾を参照）の要素を加えて製粉も可能とした碾磑（てんがい/みずうす）が登場するようになると、その害はますます激しくなった。碾磑の初期のものはすでに後漢時代には中国本土から離れた楽浪郡でも発掘されているが、特に盛んになったのは唐の時代になってからで、貴族が自己の荘園内の河川や水路に碾磑を設置して専門の戸（磑戸）を設置して製粉業を行った。これは華北・中原においては粟の栽培を基本にしつつ水稲栽培も推進されていた均田制期の農業政策に対する阻害となることから、唐王朝は灌漑用水の妨害となる碾磑に対して厳しい態度で臨み、たびたび碾磑設置の禁令や実際の撤去が行われていたが、気候的・地理的条件において不利を抱えていた華北における稲作政策が次第に放棄されて、代わりに小麦栽培が奨励されるようになったことに加え、均田制の解体と、それに替わって華北・中原において粟と小麦による2年3毛作を前提とした両税法への移行によって、碾磑規制の必要性が希薄となり、却って小麦の粉食に対応するために碾磑の設置に対する規制は有名無実化されていった。もちろん、水稲栽培地域では依然として碾磑規制は必要性をもって行われていた。中国歴代王朝政権にとって、こうした水碓・水碾・碾磑の利便性・財産的価値と一般住民の生活・農業用水の確保という相反する目的をいかに調和させるかが、洪水防止と並ぶ、治水政策の最大の課題となったのである。
なお、日本にも推古天皇18年（610年）に来日した曇徴によって碾磑が伝来され（『日本書紀』）、天平19年（747年）に法隆寺と大安寺が作成した資財帳にそれぞれ「碓屋」と記された家屋の所有が確認でき、これが碾磑施設と見られている。ただし、日本で粉食が行われるようになったのは後世のことであり、当時の日本では普及しなかったと考えられている。
- 唐臼。籾摺りに用いた。
- 水力を使用した碓。「添水唐臼」（そうずからうす）、「バッタリ」などと呼ばれる。
- 水車で杵を上下させて米を搗く。明王朝後期の技術書・『天工開物』の挿し絵より。

### 日本のつき臼
もともと臼にはすり潰す機能があったが、日本では石製の臼から木製の大型の臼が一般的になり、上下につく機能が強化されて処理能力は増大した反面、すり潰す機能が失われたため手頃な発明としてすり鉢が出現したといわれている。
- 臼と両頭の杵
- （近年の日本）木製の臼と杵で餅つきを行っている様子。